# Come Back
"Come Back" var Jessica Garlicks bidrag till Eurovision Song Contest 2002. På demoinspelningen var det Bernie Nolan som sjöng.

### Fotnoter
1. ↑  http://www.eurovision.tv/page/news?id=4453&_t=james_fox_aiming_for_oslo_2010